# Parigné-le-Pôlin
 Parigné-le-Pôlin  es una población y comuna francesa, situada en la región de Países del Loira, departamento de Sarthe, en el distrito de La Flèche y cantón de La Suze-sur-Sarthe.

## Demografía
| 520 | 494 | 469 | 686 | 816 | 899 |
| Para los censos de 1962 a 1999 la población legal corresponde a la población sin duplicidades (Fuente: INSEE [Consultar]) |     |     |     |     |     |